# Goniopora planulata
Goniopora planulata är en korallart som först beskrevs av Ehrenberg 1834.  Goniopora planulata ingår i släktet Goniopora och familjen Poritidae. IUCN kategoriserar arten globalt som sårbar. Inga underarter finns listade i Catalogue of Life.